# Heubrücke (Fürstenfeldbruck)

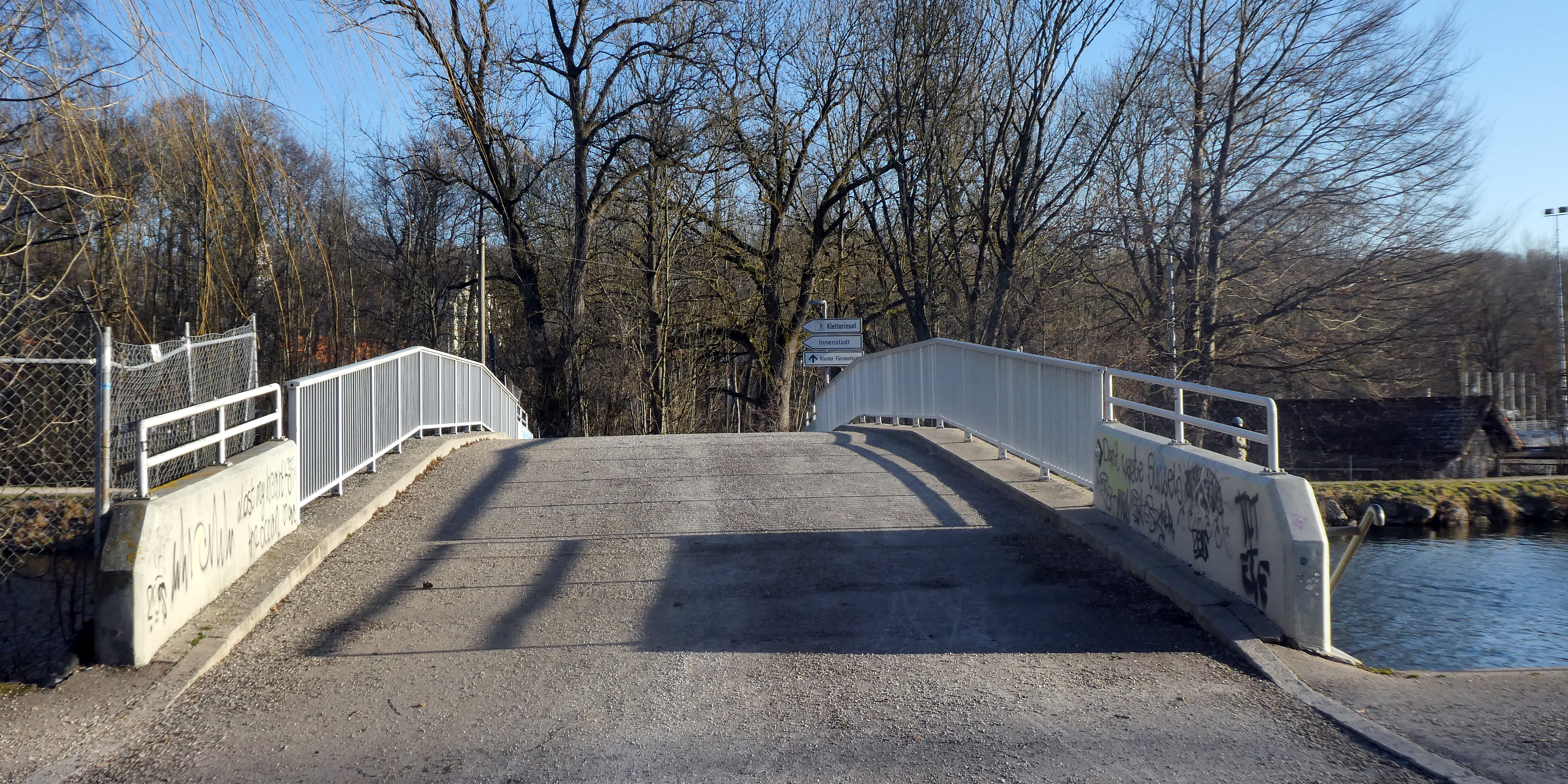
Heubrücke über die Amper von Südosten gesehen (2023)

Die Heubrücke (auch Lange-Brücke) ist eine historische Brücke über die Amper in der Großen Kreisstadt Fürstenfeldbruck. Die Brücke befand sich im Besitz des Klosters Fürstenfeld und durfte nur von den Zisterziensern benutzt werden. Genutzt wurde die Brücke, um zu den nördlich der Amper gelegenen landwirtschaftlichen Flächen zu gelangen. Der Erhalt der Brücke oblag dem Kloster.

## Heutige Nutzung
Die Brücke ist heute für den Fahrzeugverkehr gesperrt. Zwar gab es Ansätze, diese zur Entlastung der Innenstadt wieder für zu öffnen, diese Pläne wurden jedoch nie umgesetzt. Lediglich anlässlich der Fürstenfeldbrucker Gartentage wurde eine Ausnahme gemacht.

## Standort
In der Nähe der Heubrücke befindet sich ein Wohnmobilstellplatz und die AmperOase.